# Nicandre de Colophon
Pour les articles homonymes, voir Nicandre.

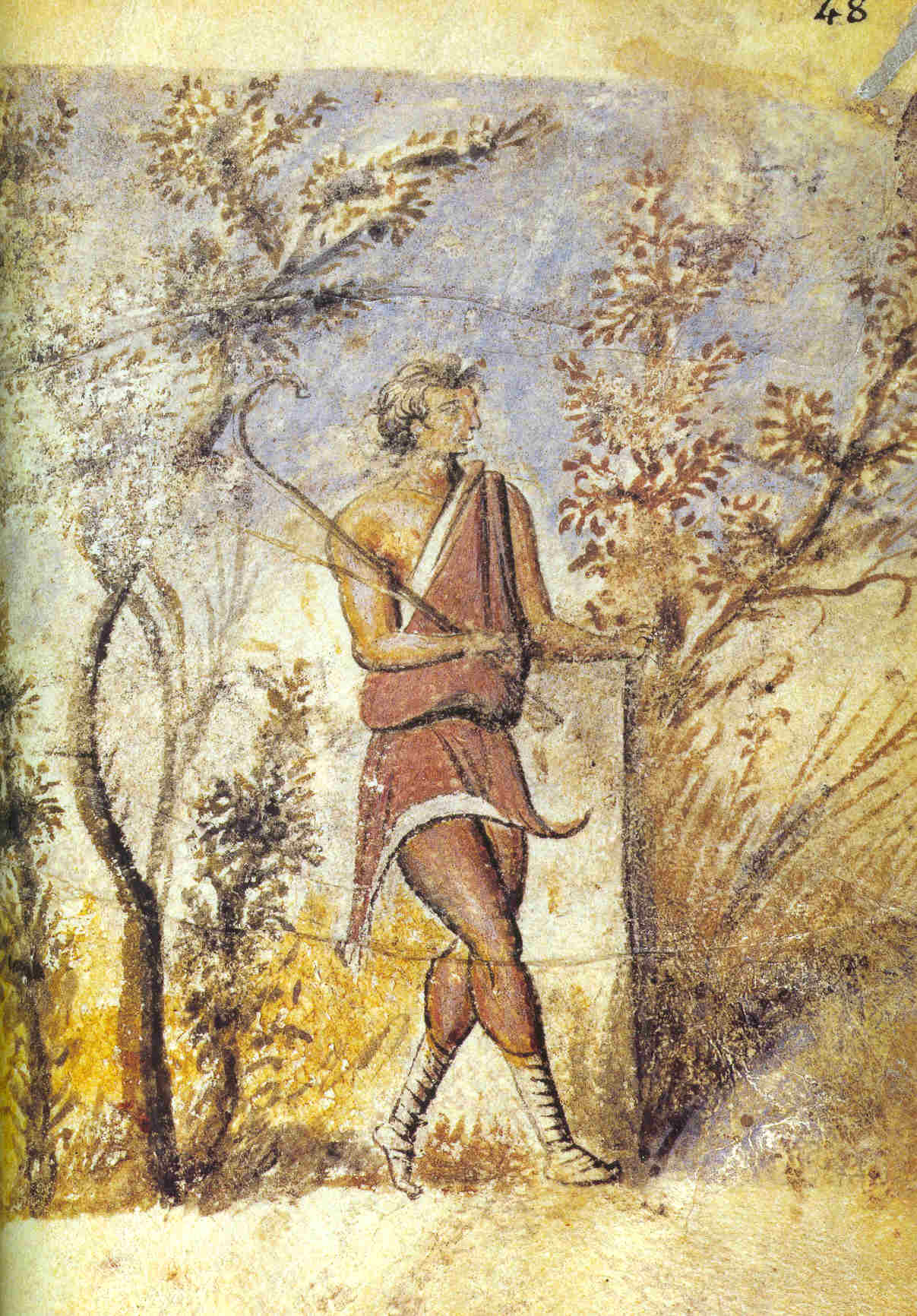
Illustration des Thériaques de Nicandre dans un manuscrit du Xe siècle. Constantinople.

Nicandre (en grec ancien Νίκανδρος / Nikandros) est un grammairien, poète et médecin grec, du IIe siècle av. J.-C., né à Claros près de Colophon en Ionie.

## Œuvres
Nicandre de Colophon est l'auteur de nombreuses œuvres, tant en prose qu'en vers. Seules deux d'entre elles, traitant de médecine et de pharmacie, ont été conservées : les Thériaques (Thériaka), qui évoquent les blessures d'animaux venimeux et leurs remèdes, et les Alexipharmaques (Alexipharmaka), consacrés aux poisons et à leurs antidotes.

### LesThériaques
Les Thèriaka (Θηριακά) sont un poème comptant 958 hexamètres. Il traite principalement de la question des blessures causées par les animaux venimeux ainsi que de leur traitement. Il décrit douze espèces de serpents dont certaines sont parfaitement reconnaissables. Il décrit aussi des salamandres, des cantharides, des araignées, des scorpions, des papillons (dont il est le premier à signaler le pouvoir urticant de certaines espèces). Le texte dans sa structure dénote non seulement une qualité de description mais pose les prémisses d'une analyse de type zoologique.

### LesAlexipharmaques
Les Alexipharmaka (Αλεξιφάρμακα) sont un poème de 630 vers hexamètres qui évoque les poisons et leurs antidotes. Ces écrits renferment une grande quantité d'erreurs ou de superstitions. De nombreuses espèces végétales, mais aussi animales, sont décrites. Il suit le travail du médecin Apollodorus.
Il connaît la toxicité du plomb et mentionne la céruse de plomb parmi les poisons. Il décrit l’anémie induite par l’intoxication au plomb, ainsi que les coliques de plomb.

### Autres œuvres
Il est également l'auteur de plusieurs autres poèmes, aujourd'hui perdus ou connus à l'état de fragments. Les Géorgiques et les Melissourgica sont des poèmes à sujet pastoral, dont on connaît d'importants fragments. Les Heteroeumena formaient une épopée mythologique. Les Aetolica étaient une histoire en prose de l'Étolie.

## Postérité
Nicandre a influencé plusieurs auteurs antiques postérieurs, en particulier des poètes latins. Ses Géorgiques et ses Melissourgica ont inspiré Virgile, notamment pour ses propres Géorgiques. Les Heteroeumena ont été utilisées par Ovide comme source pour ses Métamorphoses. Antoninus Liberalis se réfère aux Aetolica dans ses propres Métamorphoses. Nicandre est fréquemment cité par Pline l'Ancien et d'autres auteurs, mais son style est réputé lourd et obscur. Il a été considéré par les auteurs antiques postérieurs comme l'un des sept poètes de la Pléiade poétique du IIIe siècle av. J.-C.